# Dianalund Centret
Dianalund Centret er et shoppingcenter i byen Dianalund på Vestsjælland. Det blev oprettet i 1973 som et butikstorv, og voksede i løbet af 10 år til at indeholde 36 butikker.

## Renovering
I 2003/2004 gennemgik butikstorvet en gennemgribende renovering og fik lagt tag med buer på ved alle indgangene. Ved samme lejlighed tog butikstorvet navneforandring og blev til Dianalund Centret. Centret har mere end 20 butikker og 200 parkeringspladser.

## Ny facade
I 2018 fik Dianalund Centret igen en overhaling og fik nye facader med skifer og stålplader, da den eksisterende trækonstruktion efterhånden var blevet medtaget af vind og vejr.

## Mange arrangementer[4]
Centret har haft besøg af Scenen er din og Talent 2008, og har igennem mange år haft forskellige arrangementer som f.eks juletræstænding.